# 4 км (колійний пост, Донецька залізниця)
4 кіломе́тр — зупинний колійний пост Лиманської дирекції Донецької залізниці на перетині ліній Микитівка — Попасна та Ступки — Попасна між станціями Роти (19 км) та Попасна (4 км). Розташований на західній околиці міста Попасна Сіверськодонецького району Луганської області (поблизу КМС-134).
Через військову агресію Росії на сході України залізничне сполучення припинене.